# 段珪
段 珪（だん けい、? - 光熹元年（189年））は、後漢時代末期の宦官。済陰郡の人。『後漢書』に記録がある。

## 生涯
宦官を重用した霊帝の時代、侯覧・王甫・曹節が中常侍として権勢を振るっていた時期に、小黄門の地位にあった。侯覧と共に済北国で農業を営んでいたが、家来に略奪をするなど悪行があったため、済北相であった滕延という人物が侯覧と段珪の家来を殺害し、屍を晒し者にした。侯覧と段珪は激怒し、皇帝に滕延を誣告したため、滕延は免職となった。
後に王甫は刑死、侯覧は自殺に追い込まれ、曹節も病死した。代わって張譲・趙忠が権勢を振るっていた。その時期に中常侍に任命された12名の宦官の一人として、段珪の名も挙がっている。
189年、霊帝が没し、劉弁が即位すると、十常侍は外戚の大将軍何進と対立した。軍を中央に集めて宦官誅殺を図る何進の先手を打ち、何進を誘き出して暗殺した。このとき畢嵐と共に兵を率いて実際に何進を殺害したのは段珪である（何進伝）。十常侍は偽の詔勅で事態の収拾を図ったが、何進の部下の袁紹らが蜂起し、宮中に乱入、趙忠ら多くの宦官が殺害された。段珪は張譲と共に皇帝とその弟である陳留王劉協（後の献帝）を擁して逃亡するが、董卓・盧植・呉匡らの追撃を受け（『三国志』魏志董卓伝）、進退に窮し、張譲と共に入水自殺した。
『三国志演義』でも、ほぼ同様の最期を遂げて河南中部掾の閔貢によってその首級を挙げられている。

## 参考資料
- 後漢書/卷78（中国語版ウィキソース）